# يوهان جورج هاغن
يوهان جورج هاغن (و. 1847 – 1930 م) هو عالم فلك، وأستاذ جامعي من الإمبراطورية النمساوية، والإمبراطورية النمساوية المجرية، ولد في بريغنز، كان عضوًا في الأكاديمية الألمانية للعلوم ليوبولدينا، وأكاديمية لينسيان، توفي في روما، عن عمر يناهز 83 عاماً.

## التعليم
تعلم في جامعة بون، وتعلم في جامعة مونستر
.

## روابط خارجية
- يوهان جورج هاغن على موقع الموسوعة البريطانية (الإنجليزية)